# 騎官一
豺狼座γ，又名CD-40 9760，HD 138690、SAO 225938、HR 5776，是豺狼座的一颗恒星，视星等为2.78，位于銀經333.19，銀緯11.89，其B1900.0坐标为赤經15h 28m 28.5s，赤緯-40° 11.89′ 50″。